# Adriana La Cerva
Adriana La Cerva, interprétée par Drea de Matteo, est un personnage fictif de la série télévisée d'HBO Les Soprano. 
Elle fut longtemps la petite amie puis fiancée du protégé de Tony Soprano, Christopher Moltisanti.

## Biographie
Nièce des frères mafieux Jackie et Richie Aprile, elle est très proche de Tony Soprano et de sa famille, considérée comme partie intégrante de celle-ci.  
D'abord serveuse et hôtesse dans le restaurant d'Artie Bucco, elle cesse de travailler lorsque son petit ami, Christopher, intègre officiellement le milieu du crime organisé. Tout au long de leur relation, Adriana ne cesse de soutenir son compagnon dans ses différents projets, malgré son comportement souvent violent et ses problèmes de drogue. Plus tard, ils se fianceront et elle gérera à son initiative un club, le "Crazy Horse". Elle possède un petit caniche, Cosette, qu'elle adore, mais qui fera les frais des addictions de Christopher. 
Stéréotype de la guidette, Adriana est un personnage bien plus complexe que son apparence ne pourrait le laisser penser. Intelligente, sensible, bien qu'un peu matérialiste, elle semble toujours croire son entourage doté d'aussi bonnes intentions qu'elle.  
C'est cette faiblesse qui lui sera fatale : après avoir été dupée par une agent du FBI infiltrée, elle est contrainte de jouer les informatrices pour le gouvernement à partir de la saison 4. Après la découverte de sa trahison, en fin de saison 5, elle sera assassinée par Silvio Dante. 

## Dans la culture populaire
Dans la version originale de l'épisode Les Associés de la série Sons of Anarchy (où Drea de Matteo interprète aussi un rôle), Jax Teller dit à Luann Delaney : « Do you think I brought here to Adriana you? » (Est ce que tu penses que je t'ai amenée ici pour te tuer comme Adriana). La référence n'est pas reprise dans la version française.